# Weblate
Weblate est un outil de traduction assistée par ordinateur libre programmé en Python et basé sur le framework web Django. Le projet a démarré en 2012. Il implémente une interface utilisateur simple et épurée avec une propagation parmi les composants, une vérification de la qualité de la traduction et un lien automatique vers les fichiers source.
Weblate est un mot-valise des mots web et translate.

## But du projet
La traduction se fait via une interface web dans le but de rendre la traduction facile pour les utilisateurs et permettre de modifier du texte dans de multiples formats de fichier.
La traduction doit rester dans le même répertoire que le code source et le processus de traduction doit suivre de près le développement.
Il n’y a pas de gestion de résolution de grands conflits étant donné qu’il est considéré que cela devait être géré du côté git.

## Utilisations notables
Il y a plusieurs logiciels et projets qui utilisent Weblate :
- Godot
- (en) FreePBX[3]
- OsmAnd[4]
- The Tor Project[5]
- phpMyAdmin[6]
- Unknown Horizons[7]
- OpenPetra [8]
- (en) Turris Omnia[9]
- Debian Handbook[10]
- LibreOffice[11]
- Monero[12]
- openSUSE[13]
- (en) Open Journal Systems[14]
- H5P[15]
- Kodi[16]
- CryptPad[17]
- Koha

## Sources
,,